# Poti

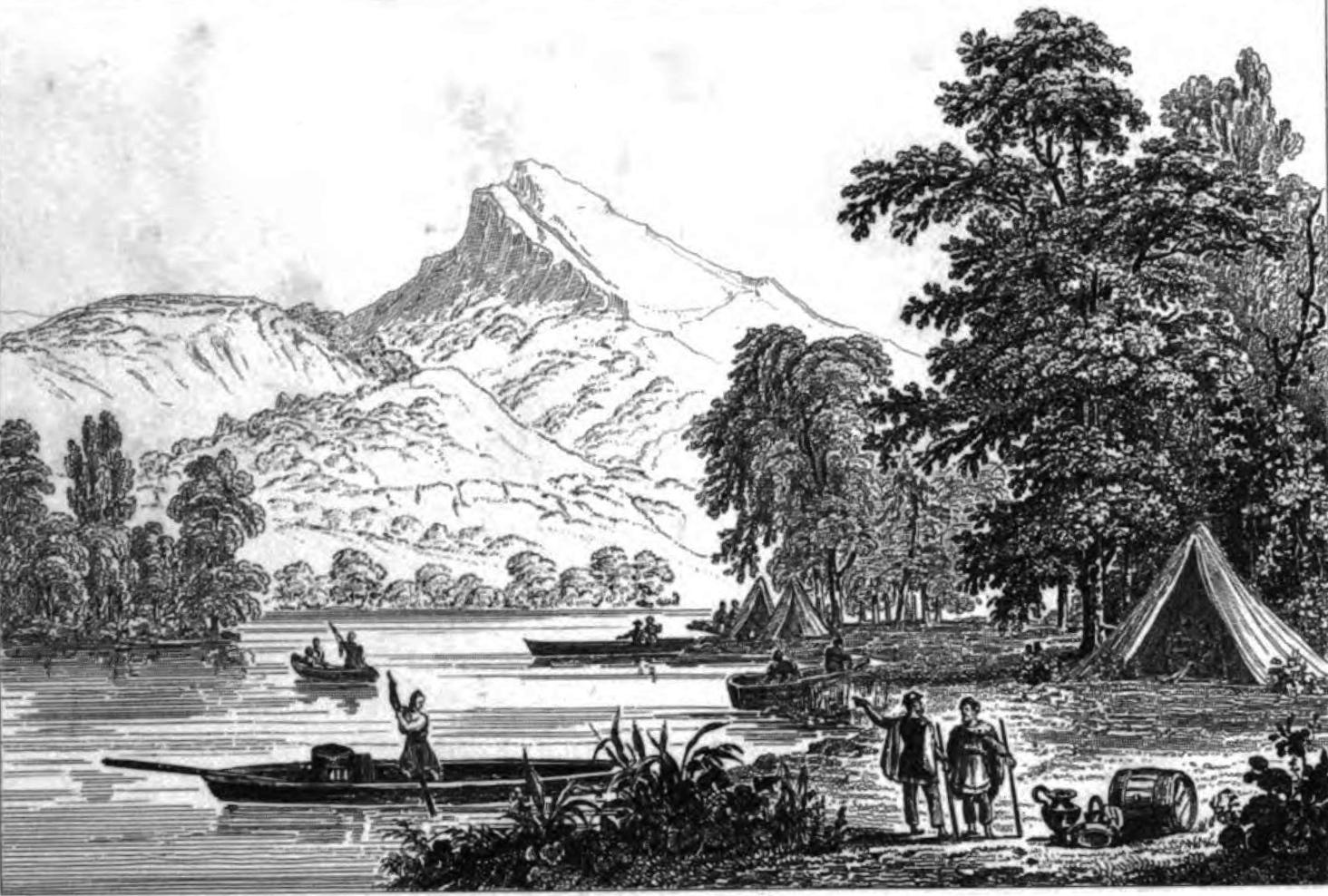
Phasis, thế kỷ 19

Poti (tiếng Gruzia: ფოთი; tiếng Mingrelia: ფუთი; Laz: ფაში/Fashi; tên cũ trong tiếng Turk là Faş) là một thành phố cảng ở Gruzia, nằm trên bờ biển phía Đông Biển Đen ở vùng Samegrelo-Zemo Svaneti về phía Tây của đất nước. Xây dựng gần các khu vực các thuộc địa của Hy Lạp cổ đại của Phasis, thành phố đã trở thành một thành phố cảng lớn và trung tâm công nghiệp từ thế kỷ 20. Thành phố cũng là nơi có một căn cứ hải quân chính và tổng hành dinh của hải quân Gruzia. Khu vực cảng Poti được quy hoạch thành một khu kinh tế tự do trong khuôn khổ của một Dự án Tiểu vương quốc Ả Rập thống nhất-Gruzia khánh thành vào tháng 4 năm 2008.

## Khí hậu
Thành phố Poti có khí hậu cận nhiệt đới ẩm với mùa đông mát mẻ và mùa hè ấm áp.
| Dữ liệu khí hậu của Poti                | Dữ liệu khí hậu của Poti | Dữ liệu khí hậu của Poti | Dữ liệu khí hậu của Poti | Dữ liệu khí hậu của Poti | Dữ liệu khí hậu của Poti | Dữ liệu khí hậu của Poti | Dữ liệu khí hậu của Poti | Dữ liệu khí hậu của Poti | Dữ liệu khí hậu của Poti | Dữ liệu khí hậu của Poti | Dữ liệu khí hậu của Poti | Dữ liệu khí hậu của Poti | Dữ liệu khí hậu của Poti |
| Tháng                                   | 1                        | 2                        | 3                        | 4                        | 5                        | 6                        | 7                        | 8                        | 9                        | 10                       | 11                       | 12                       | Năm                      |
| --------------------------------------- | ------------------------ | ------------------------ | ------------------------ | ------------------------ | ------------------------ | ------------------------ | ------------------------ | ------------------------ | ------------------------ | ------------------------ | ------------------------ | ------------------------ | ------------------------ |
| Cao kỉ lục °C (°F)                      | 21.4 (70.5)              | 23.4 (74.1)              | 28.7 (83.7)              | 34.4 (93.9)              | 39.9 (103.8)             | 35.9 (96.6)              | 45.2 (113.4)             | 37.4 (99.3)              | 38.3 (100.9)             | 33.6 (92.5)              | 27.3 (81.1)              | 24.5 (76.1)              | 45.2 (113.4)             |
| Trung bình ngày tối đa °C (°F)          | 10.3 (50.5)              | 10.9 (51.6)              | 13.8 (56.8)              | 18.5 (65.3)              | 21.5 (70.7)              | 25.1 (77.2)              | 27.3 (81.1)              | 27.8 (82.0)              | 25.3 (77.5)              | 21.5 (70.7)              | 16.2 (61.2)              | 12.3 (54.1)              | 19.3 (66.7)              |
| Trung bình ngày °C (°F)                 | 6.2 (43.2)               | 6.4 (43.5)               | 8.8 (47.8)               | 12.7 (54.9)              | 16.4 (61.5)              | 20.7 (69.3)              | 23.5 (74.3)              | 23.8 (74.8)              | 20.4 (68.7)              | 16.4 (61.5)              | 11.4 (52.5)              | 8.1 (46.6)               | 14.7 (58.5)              |
| Tối thiểu trung bình ngày °C (°F)       | 3.4 (38.1)               | 3.4 (38.1)               | 5.5 (41.9)               | 9.0 (48.2)               | 12.8 (55.0)              | 17.2 (63.0)              | 20.3 (68.5)              | 20.4 (68.7)              | 16.6 (61.9)              | 12.7 (54.9)              | 8.0 (46.4)               | 5.1 (41.2)               | 11.3 (52.3)              |
| Thấp kỉ lục °C (°F)                     | −6.2 (20.8)              | −10.0 (14.0)             | −6.8 (19.8)              | −1.0 (30.2)              | 3.5 (38.3)               | 9.0 (48.2)               | 13.4 (56.1)              | 12.2 (54.0)              | 8.0 (46.4)               | 2.7 (36.9)               | 0.0 (32.0)               | −4.7 (23.5)              | −10.0 (14.0)             |
| Lượng Giáng thủy trung bình mm (inches) | 155.0 (6.10)             | 126.9 (5.00)             | 121.6 (4.79)             | 81.7 (3.22)              | 87.4 (3.44)              | 160.4 (6.31)             | 214.6 (8.45)             | 241.5 (9.51)             | 262.0 (10.31)            | 232.0 (9.13)             | 183.8 (7.24)             | 156.0 (6.14)             | 2.040 (80.31)            |
| Nguồn: Tổ chức Khí tượng Thế giới       |                          |                          |                          |                          |                          |                          |                          |                          |                          |                          |                          |                          |                          |

## Thành phố kết nghĩa
- LaGrange, Georgia, Hoa Kỳ
- Burgas, Bulgaria
- Larnaca, Síp
- Aktau, Kazakhstan (2005)
- Nafplio, Hy Lạp (1990)[2]